# Trey Alexander
Trey Alexander (Oklahoma City, 2 mei 2003) is een Amerikaans basketballer die sinds 2024 als shooting guard uitkomt voor de Denver Nuggets.

## Carrière
Alexander speelde collegebasketbal voor de Creighton Bluejays van 2021 tot 2024. Hij stelde zich in 2024 beschikbaar voor de NBA draft waarin hij door geen enkel team werd gekozen. Alexander werd nadien door de Portland Trail Blazers geselecteerd voor de NBA Summer League. Op 30 juli 2024 tekende Alexander een two-way contract bij de Denver Nuggets en de Grand Rapids Gold in de NBA G League. Op 15 januari 2025 maakte Alexander zijn NBA-debuut in een wedstrijd van de Nuggets tegen de Houston Rockets.

## Erelijst
- NBA G League Rookie of the Year Award: 2025

## Statistieken
| Legenda | Legenda                | Legenda | Legenda                 | Legenda | Legenda               |
| ------- | ---------------------- | ------- | ----------------------- | ------- | --------------------- |
| WG      | Wedstrijden gespeeld   | WS      | Wedstrijden als starter | MPW     | Minuten per wedstrijd |
| FG%     | Fieldgoal-percentage   | 3P%     | Drie-punterpercentage   | VW%     | Vrije-worppercentage  |
| RPW     | Rebounds per wedstrijd | APW     | Assists per wedstrijd   | SPW     | Steals per wedstrijd  |
| BPW     | Blocks per wedstrijd   | PPW     | Punten per wedstrijd    | Vet     | Hoogste in carrière   |

### Regulier NBA-seizoen
| Seizoen  | Team           | WG | WS | MPW | FG%  | 3P%  | FW%  | RPW | APW | SPW | BPW | PPW |
| -------- | -------------- | -- | -- | --- | ---- | ---- | ---- | --- | --- | --- | --- | --- |
| 2024/25  | Denver Nuggets | 24 | 0  | 4,9 | 31,7 | 17,6 | 75,0 | 0,5 | 0,5 | 0,1 | 0   | 1,3 |
| Carrière | Carrière       | 24 | 0  | 4,9 | 31,7 | 17,6 | 75,0 | 0,5 | 0,5 | 0,1 | 0   | 1,3 |